# Diva Funquita
Diva Funquita es un personaje del universo de La guerra de las galaxias.
La Diva Funquita era una cantante que cayó en las manos del Lord del crimen Jabba the Hutt. La especie de Funquita era desconocida, pero abundante. Se creía que podía ser un híbrido de humano y alguna otra especie extraterrestre. Entre otros seres de esta especie podemos hallar a: Rystáll Sant y a la Diva Shaliqua. Terminó casi como su esclava personal, acompañándolo a las Carreras de Pod cerca de Mos Espa en el planeta Tatooine.
- Datos: Q5811527